# Brachycorythis basifoliata
Espèce
Brachycorythis basifoliata est une espèce de plantes à fleurs de la famille des Orchidaceae et du genre Brachycorythis. C'est une orchidée endémique des îles de Sao Tomé et Principe.